# 横泾镇
横泾镇是中华人民共和国江苏省扬州市高邮市一个已撤销的镇。
2013年8月15日，江苏省人民政府批复同意撤销横泾镇，将其所辖行政区域划归甘垛镇。